# McCulloch County
McCulloch County är ett administrativt område i delstaten Texas, USA, med 8 283
invånare (2010). Den administrativa huvudorten (county seat) är Brady. 

## Geografi
Enligt United States Census Bureau har countyt en total area på 2 779 km². 2 769 km² av den arean är land och 10 km² är vatten. 

### Angränsande countyn
- Coleman County - norr
- Brown County - nordöst
- San Saba County - öst
- Mason County - söder
- Menard County - sydväst
- Concho County - väst